# Djefatnebty
Djefatnebty est une reine de l’Égypte antique. Elle a vécu à la fin de la IIIe dynastie et a peut-être été l'épouse de Houni, dernier roi de cette dynastie.

## Éléments historiques
Le nom de Djefatnebty apparaît dans une seule inscription à l'encre noire sur une jarre à bière en terre, trouvée sur l'île Éléphantine. Au total, il y avait trois jarres mentionnant des inscriptions. La première inscription sur la première cruche indique l'année d'une escorte d'Horus et la construction d'un bâtiment dont le nom n'a pas été conservé. La deuxième inscription mentionne un autre convoi d'Horus ainsi que la 11e collecte d’impôts des champs d’Héliopolis. La troisième inscription mentionne l'année de l'apparition du roi de Haute et Basse-Égypte, la « 3e lutte contre les brigands » et la mort de Djefatnebty. Comme la collecte des impôts était effectuée tous les deux ans, l'inscription daterait de la 22e année de règne du roi sans nom. La mort de Djefatnebty pourrait donc être survenue peu avant ou peu après la création de l'inscription,.
L'inscription attribue à Djefatnebty le titre féminin de Oueret-hetes (signifiant « Grande [Dame] au sceptre Hetes » ), qui était un titre commun aux reines de l'Ancien Empire. Il est donc au moins sûr que Djefatnebty est une reine de la fin de la IIIe dynastie. L'égyptologue Günter Dreyer est convaincu que Djefatnebty était mariée à Houni, car aucun autre roi de la IIIe dynastie n'a régné plus de vingt-deux ans. Pour autant, l'inscription à l'encre ne mentionne pas le nom de Houni. 
Le lieu de sépulture de cette reine est également inconnu,.